# Пушистохвостый мангуст
Пушистохвостый мангуст (лат. Bdeogale crassicauda) — вид хищных млекопитающих из семейства мангустовых, обитающий в Восточной Африке.
Проживает от восточного Зимбабве и центрального Мозамбика на север через Малави, восточную Замбию, юго-восточные Конго и Танзанию до кенийского предгорья горы Лукения Кении; до 1850 метров над уровнем моря. Проживает в бамбуковых, акациевых, горных лесах.
Длина тела 40—50 см, длина хвоста 18—30 см, длина задней стопы 70—84 мм, длина уха 20—37 мм.
Окраска тёмно-коричневая, в отличие от родственного вида Bdeogale omnivora, окраска которого светло-коричневая. Характеризуется четырьмя пальцами на каждой из лап и пушистым хвостом. Волосяной покров состоит из густого подшёрстка и длинного покровного волоса.
Всеяден. Вероятно, это ночные и солитарные животные, хотя днём их тоже наблюдали. Один экземпляр был найден спящим в дупле дерева. Когти крепкие, но не имеют четко выраженного приспособления к копанию.
Серьёзные угрозы для вида отсутствуют. Обитает в нескольких природоохранных зонах.